# Praça Pedro II (São Luís)
A Praça Pedro II é um logradouro situado na cidade de São Luís, é uma área que concentra o Palácio de La Ravardière (sede da Prefeitura), Palácio dos Leões (sede do Governo do Maranhão, Palácio da Justiça (sede do Tribunal de Justiça) e Palácio Episcopal, a Igreja da Sé e o Museu de Arte Sacra, sendo de importância histórica e turística.

## História
A praça fica localizada no local escolhido para repouso pelos franceses, em 1612, quando fundaram a cidade e construíram o Forte São Luís.
Posteriormente, em 1821, a praça começou a ganhar forma, após intervenções do Marechal Bernardo da Silveira Pinto da Fonseca.
Em 1904, foi aberta a Avenida Maranhense, com canteiros, passeios e alas.

Em 2 de dezembro de 1925, ganhou a denominação de Praça Pedro II, em homenagem ao centenário do imperador.

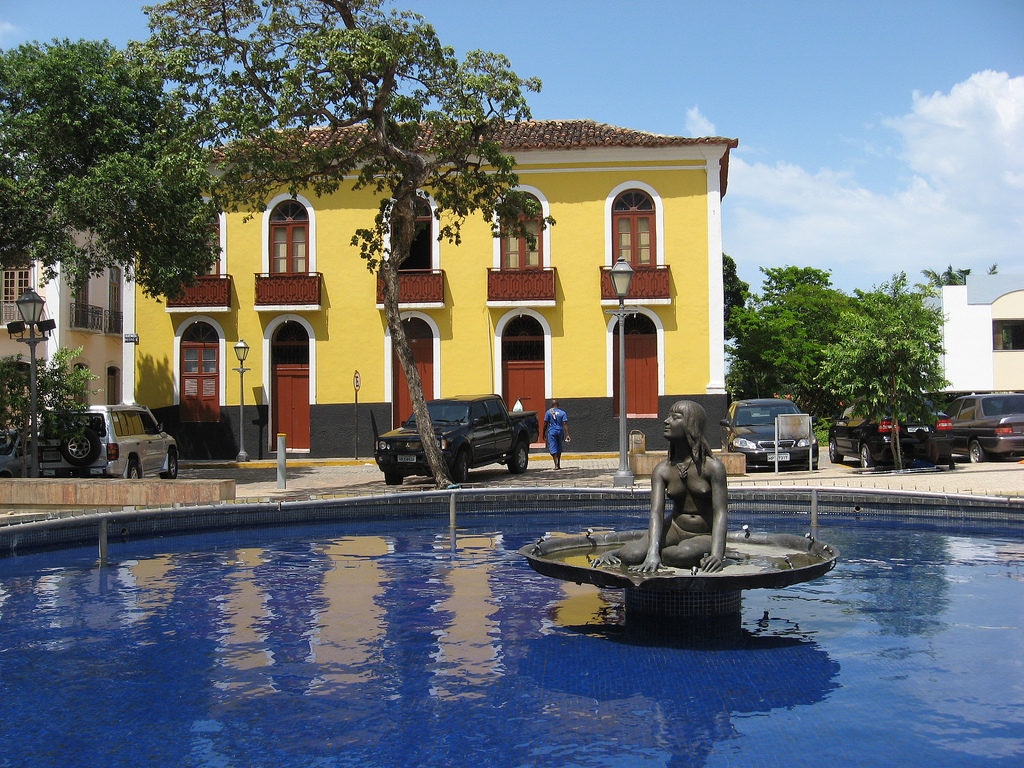
Fonte onde fica a escultura Mãe D´Água, no trecho que se tornou conhecido como Praça Mãe D'Água.

Em 1971, ocorreu sua ligação com a avenida Beira Mar.
Outra praça localizada na região é a Praça Benedito Leite.

### Escultura Mãe D'Água Amazônica
No início da década de 1950, foi instalada a escultura Mãe D'Água, do escultor maranhense Newton Sá. A escultura foi premiada com a medalha de prata do Salão Nacional de Belas Artes, em 1940. Entre 2005 e 2018, a escultura esteve localizada no Museu Histórico e Artístico.
Em 2015, a escultura foi retirada da praça e levada para o Museu Histórico e Artístico, onde permaneceu até 2018.

Importante cartão postal e símbolo histórico e cultural da cidade, a praça passou por um processo de revitalização pelo IPHAN e a Prefeitura, em 2018, com novo paisagismo, recuperação do piso de pedras portuguesas, iluminação especial, além da reforma da fonte que abriga a escultura Mãe D'Água, que retornou para a praça.

Avenida Beira-mar, vista da praça

### Iluminação natalina
Durante o período natalino, a praça e os prédios ganham decoração e iluminação especial, tornando-se um grande atrativo para moradores e turistas.